# Kinderchor
Ein Kinderchor ist

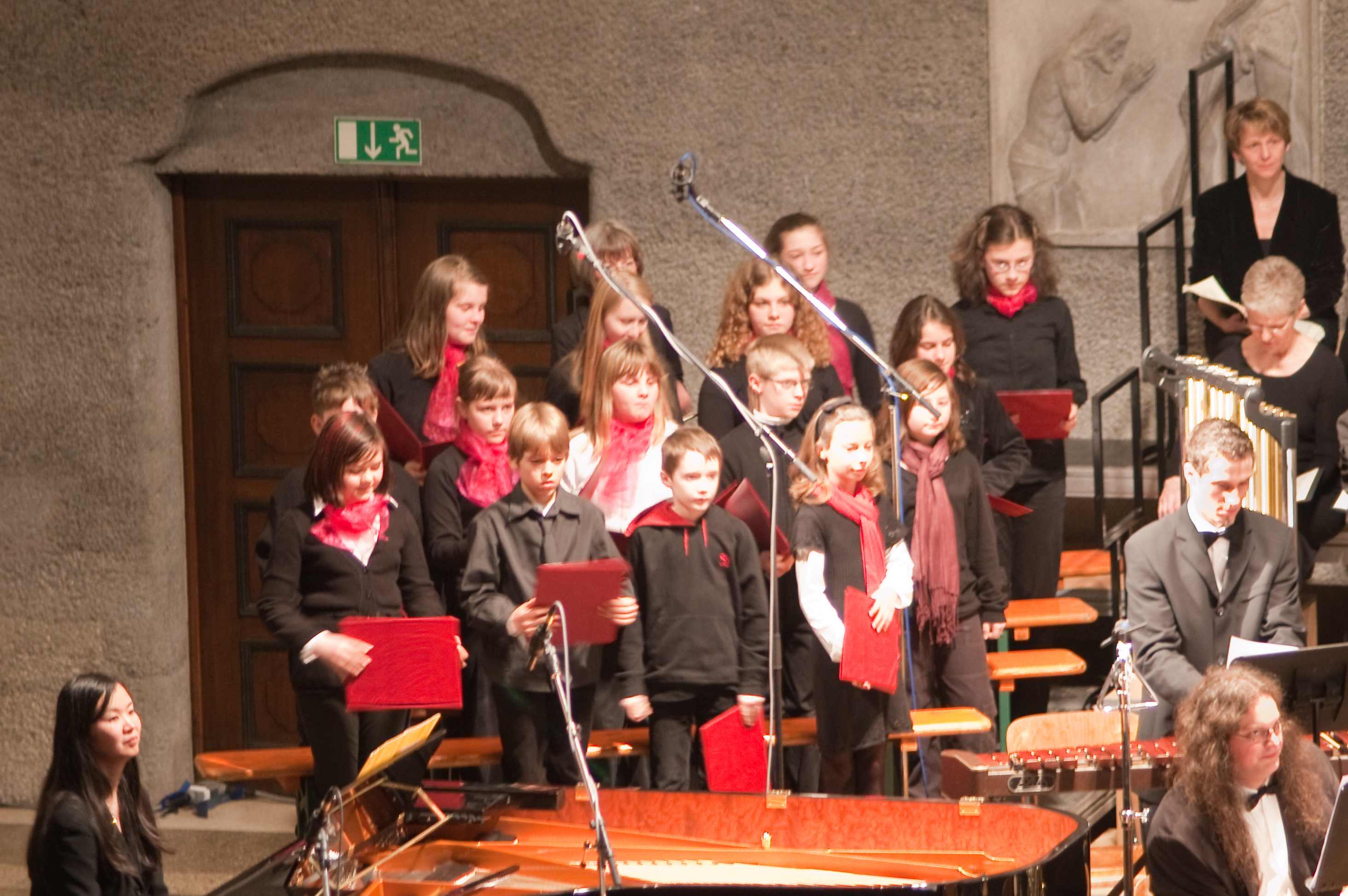
Kinderchor der Musikschule Ulm während eines Konzertauftrittes

- eine Gemeinschaft singender Jungen und Mädchen, in der jede Stimmlage mehrfach besetzt ist (gleichstimmiger Chor); gegenüber dem in gleicher Stimmlage singenden Frauenchor hat ein Kinderchor ein geringeres Klangvolumen
- die Kurzbezeichnung für das von Kinderstimmen auszuführende Werk

## Gemischter Kinderchor, Knabenchor und Mädchenchor

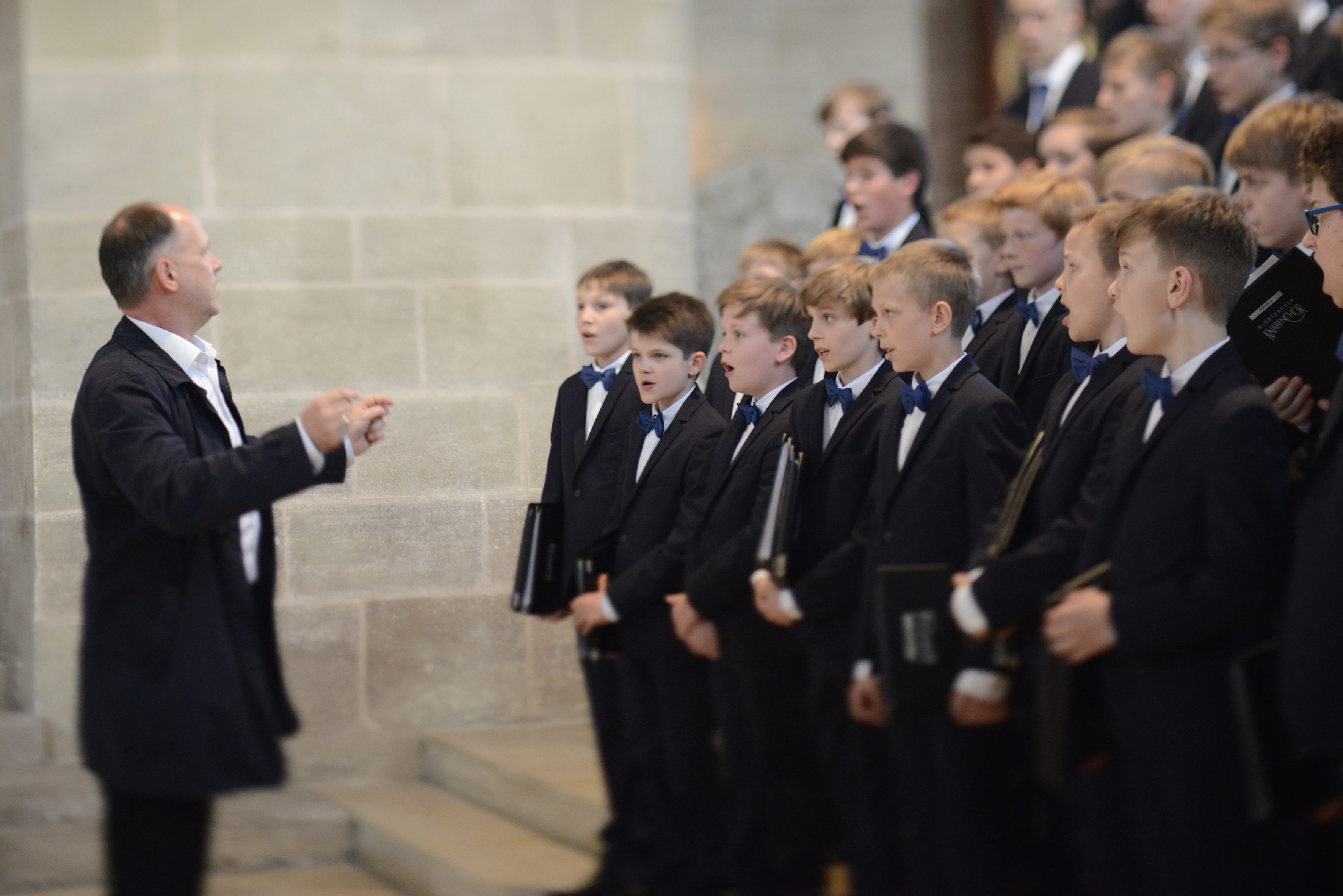
Ein Knabenchor ist von der pädagogischen Aufgabe her ebenfalls ein Kinderchor, wie auf dem Bild vom Windsbacher Knabenchor zu erkennen ist

Die „bekanntesten deutschen Kinderchöre sind reine Knabenchöre“. Zu diesen Chören zählen „die Regensburger Domspatzen, der Windsbacher Knabenchor und der Tölzer Knabenchor“.
Immer wieder werden die Knabenchöre von den Kinderchören aber auch unterschieden. Knabenchöre, in denen junge, zum Teil schon erwachsene Männer in der Tenor- und Basslage ergänzend zur Sopran- und Altlage der Kinder mitsingen, werden kaum als ein reiner Kinderchor empfunden. Allerdings geschieht im Knabenchor vorwiegend musikalisch-pädagogische Arbeit mit Kindern zu ähnlichen Bedingungen wie in einem Kinderchor. Eine klare abgrenzende Linie lässt sich also schwer ziehen.

## Ziele der Kinderchorarbeit
Mögliche Ziele eines Kinderchores sind:
- Kinder sollen in Bewegung und Spiel Freude mit Musik erleben,
- Kinder lernen ihre eigene Singstimme kennen,
- Kinder üben ein, ihre Stimme zu modulieren und selbstverständlich einzusetzen, auch als Ausdruck der eigenen Persönlichkeit und der wachsenden sozialen Kompetenz,
- Kindern werden im Chor musikalisch-rhythmische Grundlagen vermittelt und erhalten musisches Basiswissen,
- Kinder finden eine soziale Heimat in einer Chorgemeinschaft,
- Kinder erfahren eine gesunde Stimmentwicklung, deren Förderung im Alter zwischen fünf und zehn Jahren ein bestmögliches Zeitfenster ist.

## Ausbildung zum Kinderchorleiter
Neben Basiskenntnissen aus dem Gebiet der modernen Chorleitung kommen auf dem Weg der Ausbildung zu einem Kinderchorleiter weitere Aspekte hinzu:
- spezielle Methoden der Kinderstimmbildung,
- der Umgang mit sogenannten „Brummern“ und „Nichtsängern“,
- Methoden mit relativer Solmisation und Rhythmussprache,
- erste Wege zu einer Zwei- oder Dreistimmigkeit im Kinderchor,
- Kriterien der Liedauswahl im Kinderchor,
- flankierende Instrumentalbegleitung im Kinderchor (Blockflöten, Schlag- und Rhythmusinstrumente, Tasteninstrumente),
- mögliche Sozialformen im Kinderchor
  - Sitzkreis auf dem Boden und auf Matten,
  - Stuhlkreis oder Stuhlreihen und andere Formen,
  - Stehen im Kinderchor und singendes Gehen,
- Singen unter Berücksichtigung szenischer Elemente (etwa auf dem Weg zum Singspiel oder Kindermusical),
- Einsatz von Sprechmotetten und Sprechspielen (Lautmalerei, Fremdsprachen),
- Methoden zur Festigung klarer Artikulation im Kindesalter,
- Verstärken von Kinderstimmen mit technischen Hilfen.

## Methoden in der Kinderchor-Probenarbeit

### Vorbereitung
Vorab ist die Auseinandersetzung mit der Melodie, dem Rhythmus und dem Text des Liedes hilfreich. Dadurch wird vermieden, dass in der Probe einerseits ungewollt falsche Variationen auftreten, andererseits lässt sich leichter ein Blickkontakt zu den Kindern herstellen und aufrechterhalten.

### Probenarbeit
Beim Singen und bei der Liedvermittlung kommt dem Hören eine große Rolle zu. Kinder haben Lust am Entdecken von Klängen. Sie reagieren mit Neugier und Freude auf eine Umgebung, in der bekannte akustische Reize variiert und vielfältige, neue Klangereignisse angeboten werden.
Der Lernerfolg hängt nicht primär von der Methode oder der technischen Ausstattung ab, sondern von der Beziehung der Kinder zu der Person, die die Lerninhalte vermittelt. Dazu gehört in der Probe ein sicherer und freier Rahmen und eine angstfreie, vertrauensvolle Atmosphäre.

## Kinderchor und Schulmusik

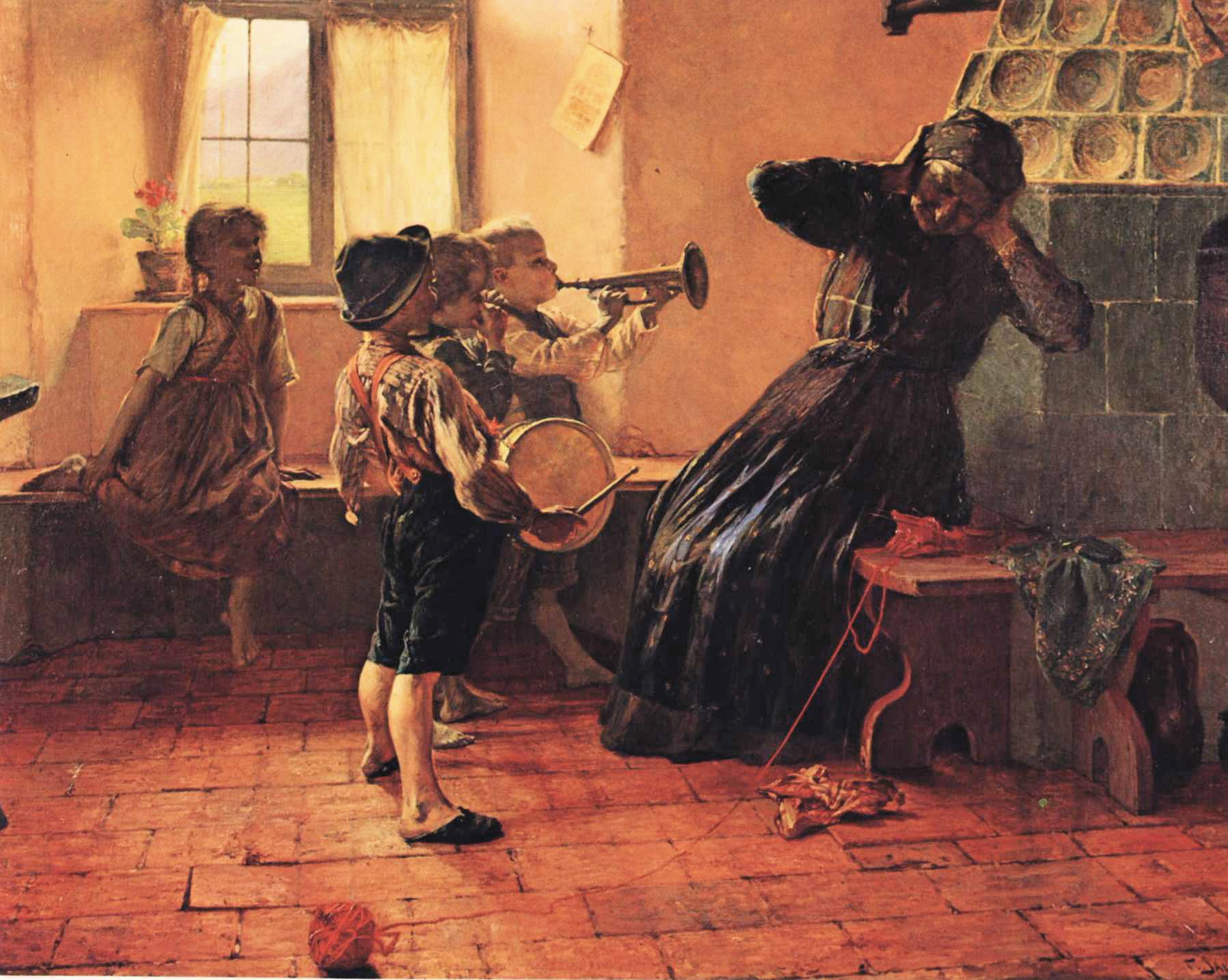
Das „Kinderkonzert“ Gemälde von Georgios Jakobides, 1884

Der weltliche Kinderchor hat seine Wurzeln etwa im 19. Jahrhundert. Er entwickelte sich aus den Bemühungen um die Musik an den Schulen. Durch die veränderte Geisteshaltung in dieser Epoche wurde auch der Ruf nach einer musikalischen Volksbildung laut. Lehrer sollten speziell für das Singen mit Kindern ausgebildet werden, musische Schulen sollten gegründet werden, das Kindersingen sollte allgemein gefördert werden.
Der Schultag der Kinder wurde mit einem (oft mehrstimmig improvisierten) Kinderlied begonnen. Dann kamen die Schulchöre dazu. Nach dem Zweiten Weltkrieg setzte sich diese Entwicklung weiter fort. Es entstanden Kinderchöre an Schulen und Kirchen; fast jeder Sender der ARD hatte einen hauseigenen Kinderchor. In den Kindersendungen sangen ausschließlich Kinder für Kinder. Kinderchorliteratur kam verstärkt auf den Markt (Carl Orff, Cesar Bresgen, Paul Hindemith, Günther Kretzschmar u. v. a.).
Die musikalische Förderung in großen Kinderchören (etwa bei Kinderchören von Rundfunkanstalten) umfasst neben regelmäßigen Proben in verschiedenen Alters- und Leistungsstufen auch kollektive und individuelle Stimmbildung. Hinzu kommt eine altersentsprechende Einführung in die Musiktheorie. Oft werden die Kinder schon im Alter von drei Jahren in einen Vorchor aufgenommen. Später werden sie in den eigentlichen Konzertchor übernommen und bleiben somit nicht selten bis zum Schulabschluss dem Chor erhalten. Dabei wird auch den Jungen die Möglichkeit gegeben, nach dem Stimmwechsel weiter im Chor zu singen, was dann allerdings an die Grenzen des eigentlichen Kinderchores führt.

## Kinderchöre in Kirchengemeinden

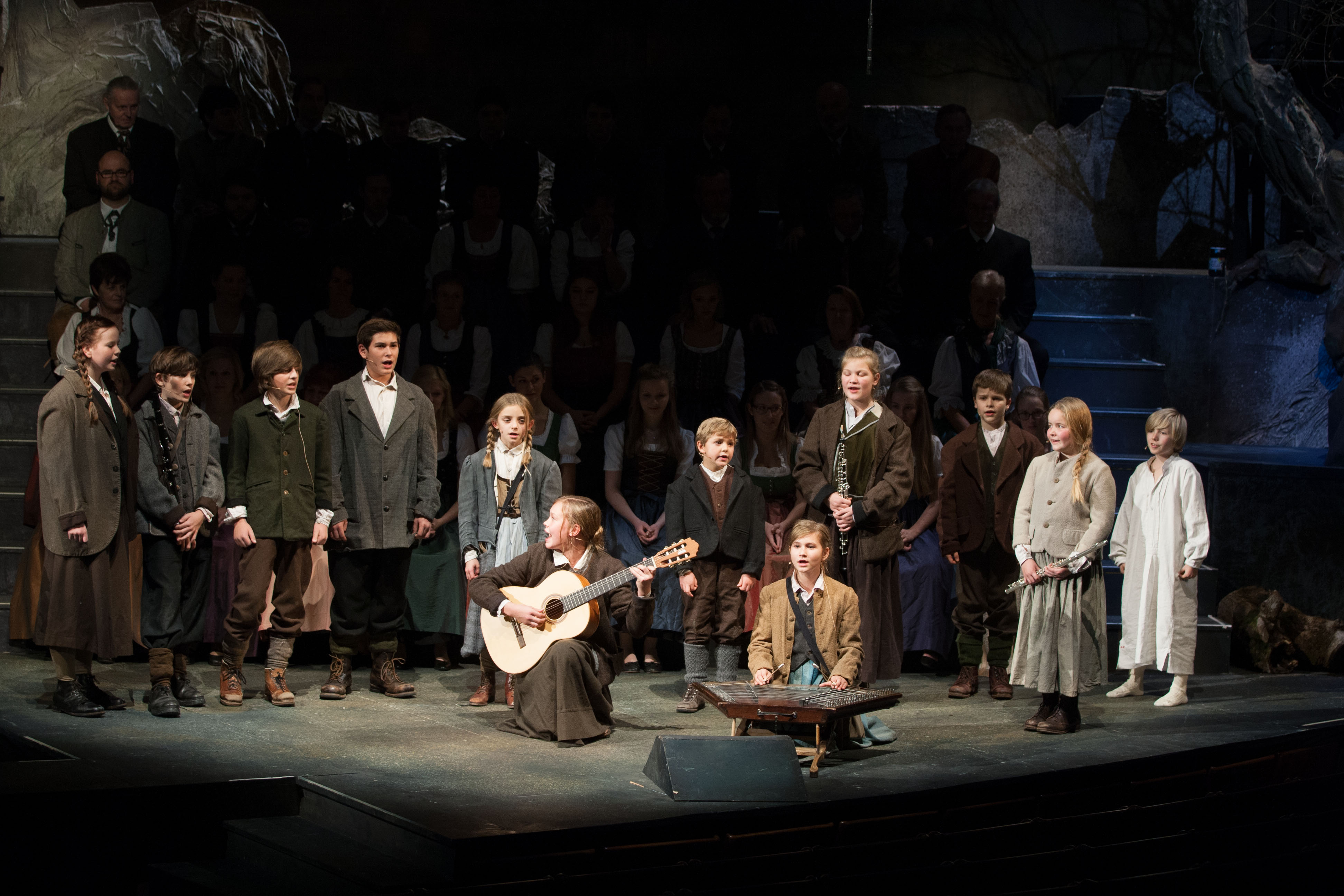
Ein Kinderchor in Salzburg, verkleidet als Hirtenkinder, beim Adventssingen

Die Kinderchöre in Kirchengemeinden singen oft Lieder aus dem Bereich Neues Geistliches Lied in Familiengottesdiensten und zu Festen der Kirche. Sie berücksichtigen dabei auch den kirchlichen Jahreskreis und bereichern Feiern zum Advent, zu Weihnachten, Ostern, Erntedank, zur Erstkommunion und in Senioreneinrichtungen.

## Kinderchöre in der Oper

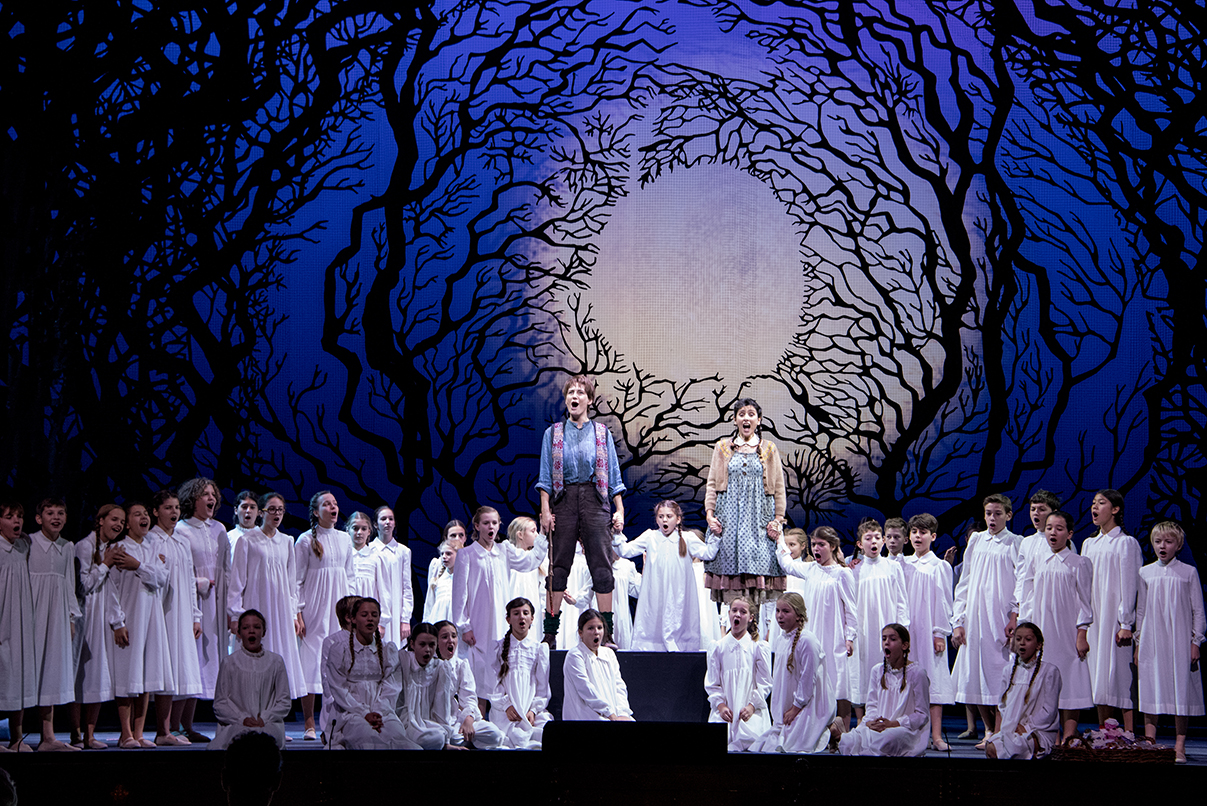
Ein Kinderchor auf der Opernbühne der Wiener Staatsoper, hier 2015 bei einer Aufführung der Oper Hänsel und Gretel

Auch die meisten Opernhäuser verfügen heute über einen eigenen Kinderchor, der in die Aufführungen einbezogen wird. Kinderchöre kommen zum Beispiel in Opernwerken zum Einsatz wie in:
- Hänsel und Gretel von Engelbert Humperdinck
- Carmen von Georges Bizet
- Tosca von Giacomo Puccini
- Boris Godunow von Modest Petrowitsch Mussorgski.

## Musikalische Früherziehung und Jugendmusikschulen
In den 1970er Jahren kam neben den bereits etablierten Chorschulen die Idee der Musikalischen Früherziehung in Deutschland auf. Jugendmusikschulen entstanden überall, viele als Privatinitiativen von Eltern und Musikpädagogen. In den 80er Jahren, wurde das Fach „Musik“ mehr auf Lehr- und Lernbares beschränkt.
Langzeitstudien an musischen Schulen, wie beispielsweise die Bastian-Studie zeigen, welche positiven Auswirkungen das Singen im Kindesalter auf die Entwicklung des Kindes haben kann.
Es ist aber der ungebrochenen Freude am Singen – vor allem bei jüngeren Kindern – zu verdanken, dass auch heute noch „selbst“ gesungen wird. Musikpädagogen raten in den Familien wieder mit gemeinsamen Singeversuchen zu beginnen. Singwochenenden für Kinder und Erwachsene werden angeboten. Viele engagierte Lehrer und Chorleiter (oft Laienmusiker) singen mit ihren Kindern und organisieren Kinderchöre.
Das gemeinsame Singen führt Kinder unterschiedlicher Kulturen und Umfelder zusammen und wirkt sich auch auf diesem Wege positiv auf die Entwicklung und Sozialkompetenz aus. Es erfordert keinen Instrumentenkauf und ist weitgehend unabhängig von häuslicher Förderung.
Liedermacher schreiben auch heute noch Lieder für singende Kinder und Kinderchöre. Die Idee der Musikalischen Früherziehung lebt in abgewandelter Form in Musik- und Baby-Musikgärten fort.
Im Jahre 2002 gab es noch 18.790 Kinder- und Jugendchöre in Deutschland, was einen Anteil von 30,9 Prozent aller Chorsparten ausmacht.

## Wichtige Kinderchorleiter (Auswahl)

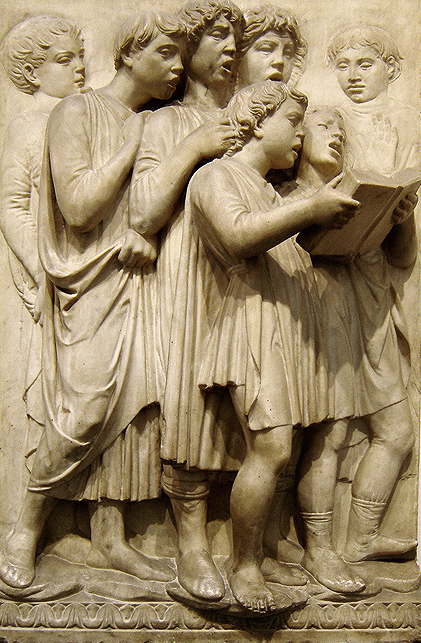
Chor an der Sängerkanzel (cantoria, jedoch für eine Orgel genutzt), bei dem Kinder im Vordergrund eine wichtige Rolle spielen; Arbeit von Luca della Robbia ca. 1438 für den Florentiner Dom

- Hans Sandig (1914–1989), Gründer und langjähriger Leiter des MDR-Kinderchores
- Werner von Aesch (1927–2008), Gründer und Leiter von Schlieremer Chind
- Hans-Gerhard Hammer (1948–2024), Gründer und Leiter des Brettheimer Kinderchores
- Hella Heizmann, (1951–2009), Leiterin der Rasselbande

Siehe auch:
- Kategorie:Kinderchorleiter